# Filmfare Award/Bester Dokumentarfilm
Der  Filmfare Best Documentary Award  war eine Preiskategorie der jährlichen Filmfare Awards für Hindi-Filme  und wurde vom Filmfare-Magazin von 1967 bis 1997 für Dokumentarfilme verliehen.
| Jahr | Film                     | Regisseur                            |
| ---- | ------------------------ | ------------------------------------ |
| 1967 | Handicrafts of Rajasthan | Clement Baptista                     |
| 1968 | India ’67                | S. Sukhdev                           |
| 1969 | Explorer                 | Pramod Pati                          |
| 1970 | Then the Rains           | Ramesh Gupta                         |
| 1971 | Koodal                   | Mushir Ahmed                         |
| 1972 | Creations in Metal       | Homi D. Sethna                       |
| 1973 | Nine Months to Freedom   | S. Sukhdev                           |
| 1974 | A Day with the Builders  | C. J. Paulose                        |
| 1975 | The Nomad Puppeteer      | Mani Kaul                            |
| 1976 | Sarojini Naidu           | Bhagwan Das Garga                    |
| 1977 | Marvel of Memory         | N. K. Issar                          |
| 1978 | Transformations          | Zafar Hai                            |
| 1979 | kein Preis               |                                      |
| 1980 | Malfunction              | Pankaj Parashar                      |
| 1981 | They Call Me Chamar      | Lokesh Lalvani                       |
| 1982 | Faces After the Storm    | Prakash Jha                          |
| 1983 | Experience India         | Zafar Hai                            |
| 1984 | Veer Savarkar            | Prem Vaidya                          |
| 1985 | Charakku                 | Om Prakash Sharma                    |
| 1986 | Bombay: Our City         | Anand Patwardhan                     |
| 1987 | kein Preis               |                                      |
| 1988 | kein Preis               |                                      |
| 1989 | kein Preis               |                                      |
| 1990 | Siddheshwari             | Mani Kaul                            |
| 1991 | Amjad Ali Khan           | Gulzar                               |
| 1992 | In the Name of God       | Anand Patwardhan                     |
| 1993 | All in the Family        | Ketan Mehta                          |
| 1994 | I Live in Behrampada     | Madhusree Dutta                      |
| 1995 | Manzar                   | Gopi Desai                           |
| 1996 | A Narmada Diary          | Anand Patwardhan und Simantini Dhuru |
| 1997 | Beyond the Himalayas     | Goutam Ghose                         |